# S-ラジ
S-ラジ（エスラジ）は、集英社が運営するインターネットラジオサイトである。2006年8月に開設された。
ラジオドラマを配信するコーナー「VOMIC」が併設されていたが、2009年8月27日をもって停止され、「VOMIC」は独立したサイトに移転した。

## 放送していた番組
- ジャンプ魂○○ラジオ
- 集英社 ドラマCD祭り DA Radio(隔週)
- Radioヤンジャン! 制コレGPスペシャル♪
- かわ♥コミっ
- S-ラジ ワイド 集英組
- 小倉優子のウキウキりんこだプー!うるとらだっしゅ
- 矢口&やまけんのラジオ・グランドライン
- 集英学園乙女研究部（ ）
- おまかせ探偵☆のとまみこ
- 昌也・真澄のバクバクON AIR!
- 集英学園大学 マン研
- 週刊!アニたま水曜日
- 種村有菜のラジオDEシャキン★

ほか